# Cá bẹ trắng
Cá bẹ trắng hay còn gọi là cá trao (Danh pháp khoa học: Ilisha megaloptera) là một loài cá trong họ Pristigasteridae phân bố ở Ấn Độ - Thái Bình Dương: biển Ấn Độ, Java, Sarawak, và Macao. 

## Đặc điểm
Chúng có thể sống trong môi trường nước mặn, nước lợ, nước ngọt. Cá có đầu lớn vừa, dẹp 2 bên. Miệng rộng. Thân dài, dẹp lườn bụng bén, có 1 hàng gai nhọn cứng hướng về phía sau. Gốc các vi ngực có vảy nách dài và nhọn, cá không có vảy đường bên. Lưng cá có màu xám xanh và hơi đen, bụng màu trắng, ngọn vi lưng, vi đuôi màu đen.